# Савур
 Тази статия е за града в Турция.  За околията вижте Савур (околия).  
Савур (на турски: Savur) е град в югоизточна Турция, административен център на околия Савур във вилаета Мардин. Населението му е около 6 710 души (2012).
Разположен е на 809 метра надморска височина в Анатолийското плато, на 73 километра югоизточно от Диарбекир и на 46 километра северно от границата със Сирия.

## Известни личности
Родени в Савур
- Азиз Санджар (р. 1946), биохимик